# Ophioclastus
Ophioclastus is een geslacht van slangsterren uit de familie Ophiodermatidae.

## Soorten
- Ophioclastus hataii Murakami, 1943